# Airbus A318
Airbus A318 — самый маленький самолёт в семействе ближне- и среднемагистральных узкофюзеляжных пассажирских самолётов Airbus A320, производимых компанией Airbus. A318 способен перевозить до 132 пассажиров и имеет максимальную дальность полёта 5700 км. Окончательная сборка самолётов производится на заводе в Тулузе.
Самолёт имеет общий сертификат типа с остальными моделями семейства Airbus A320, что позволяет пилотам A320 пилотировать его без дополнительного обучения. Является самым большим коммерческим самолётом, сертифицированным Европейским агентством авиационной безопасности для выполнения крутого захода на посадку, что позволяет ему выполнять полёты из таких аэропортов, как Лондон-Сити.
A318 поступил в эксплуатацию в июле 2003 года; первым заказчиком стала авиакомпания Frontier Airlines. По сравнению с другими моделями семейства Airbus A320 он продаётся в незначительных количествах — на 30 ноября 2012 года было продано лишь восемьдесят самолётов. К ноябрю 2015 года последние из восьмидесяти самолётов были собраны и переданы заказчикам. Дальнейших заказов на эту модель не поступало.

## Разработка

### История
Первым самолётом семейства A320 стала модель A320, проект которой был официально запущен в марте 1984 года, а первый полёт состоялся 22 февраля 1987 года. Затем семейство было расширено за счёт моделей A321 (начало производства — 1994 года), A319 (1996 года) и A318 (2003 года). A320 стал первым гражданским самолётом с цифровой электродистанционной системой управления «fly-by-wire» и боковыми ручками управления вместо штурвалов.
A318 стал результатом проведённых в середине 1990-х годов совместных исследований AVIC, Singapore Technologies Aerospace, Alenia и Airbus по разработке 95-125-местного самолёта. Программа называлась AE31X предусматривала создание 95-местного самолёта AE316 и 115-125-местного AE317. AE316 должен был иметь длину 31,3 м, AE317 — 34,5 м. Предусматривалась установка двигателей BMW Rolls-Royce BR715, CFM56-9 и Pratt & Whitney PW6000 тягой от 78 до 90 кН. Максимальный взлётный вес планировался 53,3 т для меньшей модели и 58 т для AE317. Дальность полёта должна была составлять 5200 и 5800 км соответственно. Оба варианта имели размах крыла 31 м и кабину пилотов идентичную A320. Стоимость разработки оценивалась в 2 млрд долларов, а производство планировалось разместить в Китае.

### Проектирование
Изначально самолёт назывался A319M5, поскольку являлся версией A319 укороченной на 79 см перед крылом и на 1,6 м позади крыла. Окончательный вариант представлял собой 107-местную 2-классную компоновку и дальность до 6850 с новыми законцовками крыла типа Sharklets. В производстве самолёта предусматривалось использование лазерной сварки, устраняющей необходимость использования тяжёлых заклёпок и болтов. A318 на шесть метров короче и на 3 т легче модели A320. Чтобы компенсировать меньший момент рыскания киль самолёта увеличили на 75 см. Пилоты, имеющие допуск на другие модели семейства A320, могут без переобучения пилотировать A318.
В ходе проектирования разработчики A318 столкнулись с серьёзными проблемами. После террористических актов в Нью-Йорке начался значительный спад в авиаперевозках. Затем стало ясно, что двигатели Pratt & Whitney расходовали больше горючего, чем предполагалось, а пока CFM International готовили более экономичные двигатели, многие заказчики A318, среди которых Air China и British Airways, потеряли интерес к машине. America West Airlines, заказавшая самолёты с двигателями Pratt & Whitney, отменила заказ на A318, заказав взамен A319 и A320. Trans World Airlines после слияния с American Airlines отменила большой заказ на 50 A318, поскольку последняя не эксплуатирует самолёты семейства A320. Airbus надеялся продвигать A318 в качестве регионального самолёта, однако законодательные нормы как в США, так и в Европе ставили его в один класс с большими самолётами, что не позволяло получить льготы по таким платежам, как плата за посадку, что значительно сузило рынок.

### Дальнейшее развитие модели
10 ноября 2005 года Airbus представил бизнес-самолёт A318 Elite. Airbus A318 Elite предназначен для перевозки до 18 VIP-пассажиров на расстояние до 7400 км, имеет два варианта компоновки салона и оснащается двигателями CFM. Первым заказчиком стала авиакомпания Comlux Aviation, заказавшая три самолёта A318 Elite.
В сентябре 2010 года Airbus подтвердил, что с 2013 года Airbus A318 будет оснащаться концевыми шайбами типа Sharklets, устройствами, снижающими сопротивление воздуха и повышающими топливную экономичность. Концевые шайбы, которые также можно заказать для других моделей семейства Airbus A320, производятся компанией Korea Aerospace Industries и способны повысить дальность полёта A318 до 5930 км, что на 185 км больше, чем у стандартного 107-местного A318.

## Конструкция
Airbus A318 является узкофюзеляжным двухмоторным низкопланом с убирающимся трёхопорным шасси, расположенными под крылом турбовентиляторными двигателями и обычным хвостовым оперением.

## Возможность крутого захода на посадку

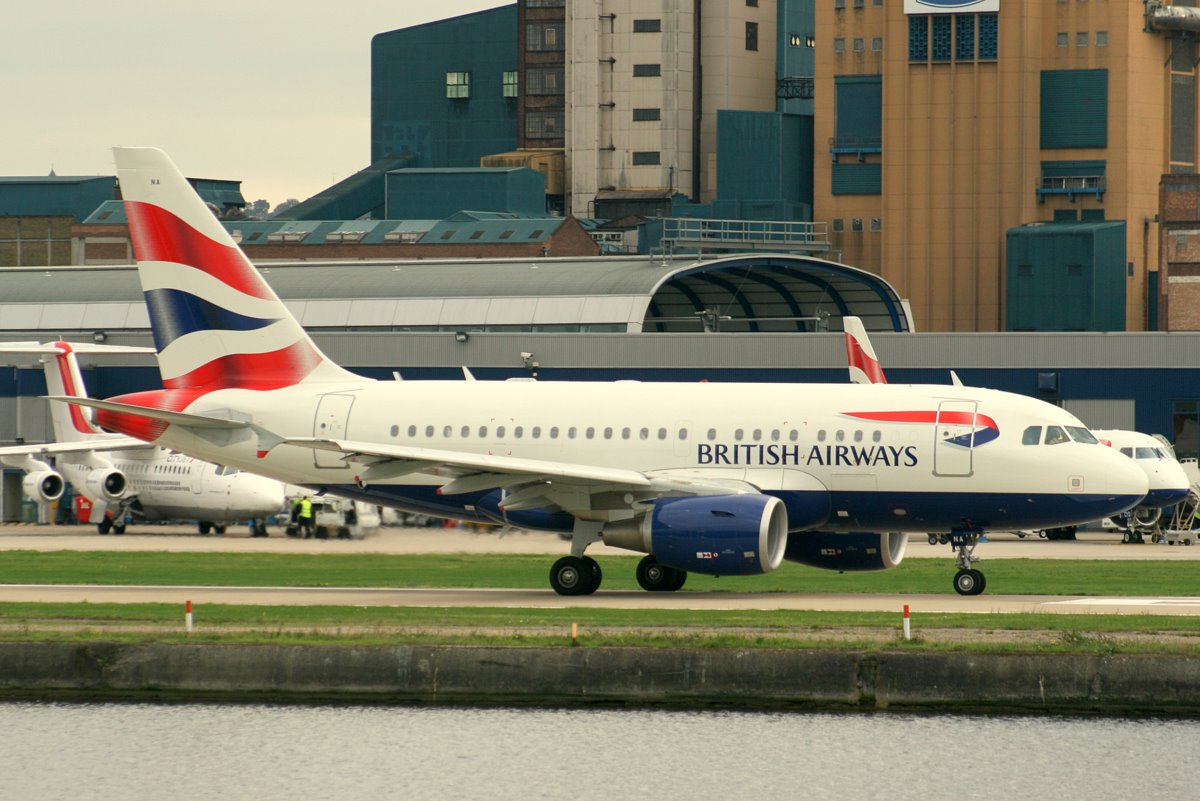
Airbus A318 авиакомпании British Airways в аэропорту Лондон-Сити

В марте 2006 года EASA сертифицировала изменённое программное обеспечение для Airbus A318, позволяющее самолёту выполнять заход на посадку по крутой глиссаде. Самолёт является самым крупным коммерческим авиалайнером, сертифицированным EASA для такой посадки. Если экипаж включает режим крутого захода на посадку, программное обеспечение изменяет алгоритм управления самолётом, автоматически задействуя дополнительные панели спойлеров при заходе на посадку. Также вводятся дополнительные оповещения и автоматические режимы работы спойлеров на высоте ниже 120 м. Такой режим позволяет A318 заходить на посадку с углом снижения до 5.5° против обычных 3°.
Испытательные полёты проводились в мае 2006 года в аэропорту Лондон-сити, где самолёт показал способность заходить на посадку по крутой траектории и маневрировать в стеснённых условиях на перроне. В сентябре 2009 года первый самолёт, оборудованный для выполнения таких полётов, поступил в авиакомпанию British Airways, которая с 2012 года выполняет на них полёты из Лондона в Нью-Йорк с посадкой на дозаправку в аэропорту Шеннон (только на пути в Нью-Йорк). Дозаправка необходима, поскольку с полными баками, необходимыми для пересечения Атлантического океана, самолёт не сможет выполнить взлёт из Лондона в связи с малой длиной ВПП в аэропорту Лондон-Сити. Самолёты имеют 32-местный салон бизнес-класса и номер рейса BA001-4, который раньше использовался для обозначения рейсов Concorde в Нью-Йорк.

## Эксплуатация
Первый полёт Airbus A318 совершил в Тулузе 15 января 2002 года. Первым заказчиком стала авиакомпания Frontier Airlines, получавшая первый самолёт этой модели 22 июля 2003 года.
Заказов на A318 поступает относительно немного, однако больше, чем на основного конкурента Boeing 737-600. На 30 сентября 2011 года Airbus получил 81 заказ на эту модель; Boeing на модель 737-600 получил 69 заказов. На продажи обеих моделей значительное влияние оказывает Bombardier CRJ и Embraer E-Jets. Крупнейшим эксплуатантом A318 остаётся авиакомпания Air France, имеющая в своём авиапарке 18 таких машин, Avianca (10 машин), LAN Airlines (20 заказов) и Mexicana de Aviación (10 заказов).
A318 предлагается в большом диапазоне вариантов максимальной взлётной массы, от 59 т при дальности 2750 км до 68 т при дальности 6000 км. Варианты с меньшей взлётной массой позволяют эксплуатировать самолёт на региональных маршрутах, в то время как более тяжёлые варианты могут заменить другие модификации A320 на маршуртах, где требуется большая дальность при небольшом пассажиропотоке. Меньший вес обеспечивает A318 на 10 % большую дальность и позволяет обслуживать маршруты, недоступные для других моделей семейства, например, Лондон — Нью-Йорк, Перт-Окленд или Сингапур-Токио. Однако основной работой для A318 являются короткие маршруты между небольшими городами.
Самолёт оснащается двигателями CFM56-5 или Pratt & Whitney PW6000 тягой от 96 до 106 кН. Первые самолёты поступили в авиакомпании Frontier Airlines и Air France в 2003 году. Цена A318 в зависимости от оборудования составляет от 56 до $62 миллионов долларов, а эксплуатационные расходы составляют от 2500 до 3000 долларов за час полёта.

## Эксплуатанты

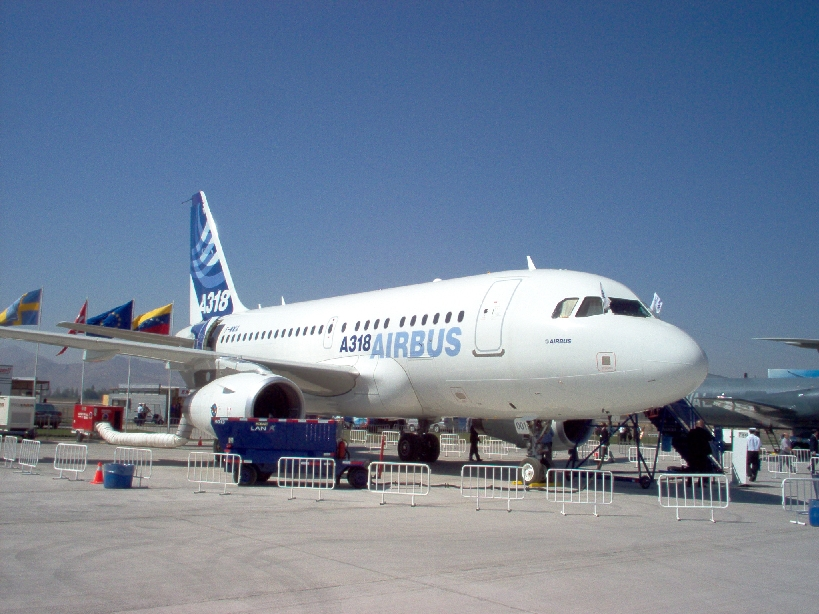
Airbus A318-121 в фирменной окраске Airbus на авиашоу в Сантьяго

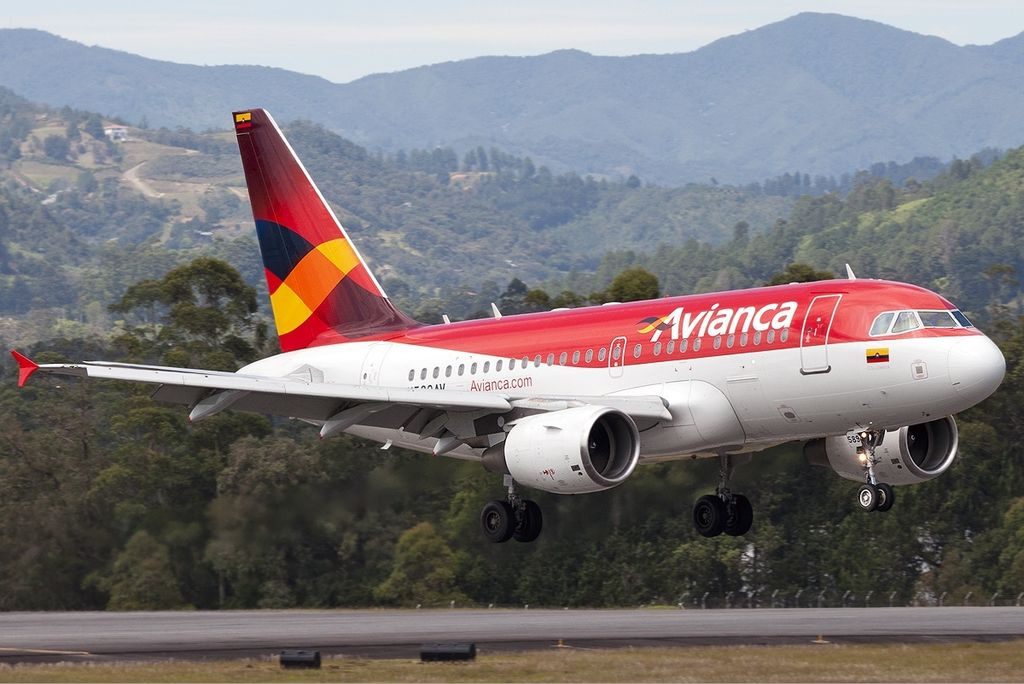
Airbus A318-111 авиакомпании Avianca

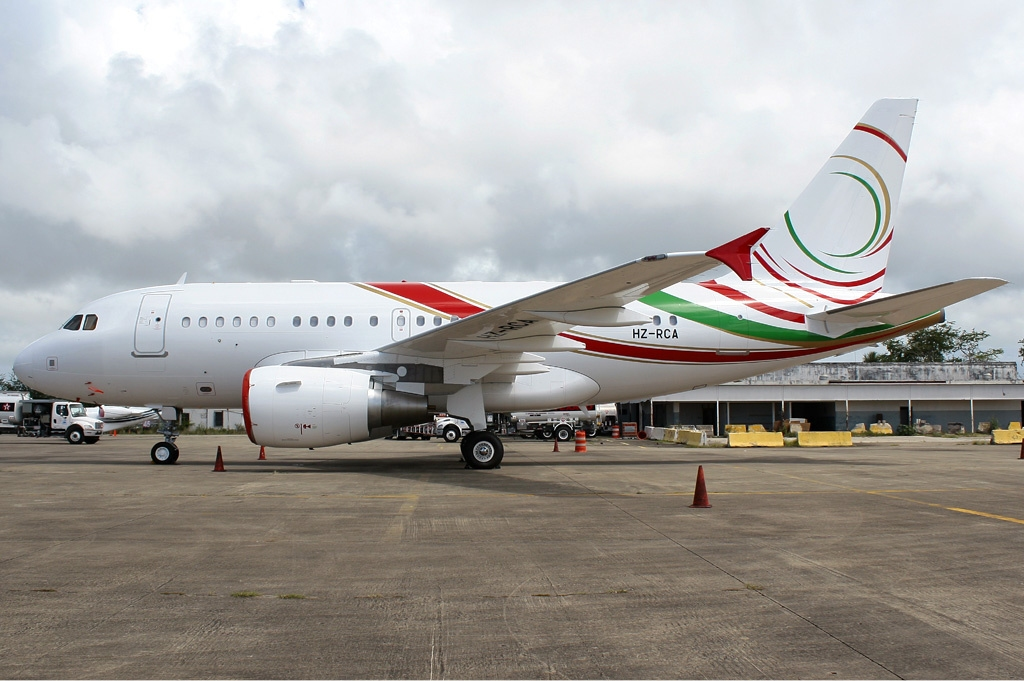
Airbus A318-112(CJ) Организации Красного полумесяца Саудовской Аравии

Помимо частных и корпоративных заказчиков, модель эксплуатируют следующие авиакомпании в коммерческих целях:
| Страна         | Авиакомпания          | Кол-во |
| -------------- | --------------------- | ------ |
| Россия         | Северо-Запад          | 1      |
| Франция        | Air France            | 11     |
| Великобритания | British Airways       | 2      |
| Румыния        | TAROM                 | 4      |
|                | Gama Aviation         | 1      |
|                | Alpha Star            | 1      |
|                | ZYB Lily Jet          | 1      |
|                | Kalair                | 1      |
|                | EVA air               | 1      |
|                | Comlux Aviation Malta | 1      |
| Всего          | 10                    | 24     |

### Заказы и поставки
|        | Orders | Orders        | Поставки | Поставки | Поставки | Поставки | Поставки | Поставки | Поставки | Поставки | Поставки | Поставки | Поставки | Поставки | Поставки | Поставки |
| Модель | Всего  | Невыполненные | Всего    | 2015     | 2014     | 2013     | 2012     | 2011     | 2010     | 2009     | 2008     | 2007     | 2006     | 2005     | 2004     | 2003     |
| ------ | ------ | ------------- | -------- | -------- | -------- | -------- | -------- | -------- | -------- | -------- | -------- | -------- | -------- | -------- | -------- | -------- |
| A318   | 80     | 0             | 80       | 1        | 3        | 0        | 0        | 2        | 2        | 6        | 13       | 17       | 8        | 9        | 10       | 9        |

Данные на 6 ноября 2015 года

## Технические характеристики
| Экипаж                       | Два пилота                                                          | Два пилота | Два пилота | Два пилота |
| Пассажировместимость         | 132 (1 класс, макс.) 117 (1 класс, типовая) 107 (2 класса, типовая) |            |            |            |
| Объём груза                  | 21,21 м3                                                            |            |            |            |
| Длина                        | 31,44 м                                                             |            |            |            |
| Размах крыла                 | 34,10 м                                                             |            |            |            |
| Площадь крыла                | 122,7                                                               |            |            |            |
| Стреловидность крыла         | 25 градусов                                                         |            |            |            |
| Высота по килю               | 12,51 м                                                             |            |            |            |
| Ширина салона                | 3,70 м                                                              |            |            |            |
| Ширина фюзеляжа              | 3,95 м                                                              |            |            |            |
| Вес пустого                  | 39,5 т                                                              |            |            |            |
| Вес без топлива              | 54,5 т                                                              |            |            |            |
| Максимальный взлётный вес    | 68,0 т                                                              |            |            |            |
| Крейсерская скорость         | 828 км/ч                                                            |            |            |            |
| Максимальная скорость        | 871 км/ч                                                            |            |            |            |
| Дальность с полной загрузкой | 5700 км                                                             |            |            |            |
| Разбег                       | 1828 м                                                              |            |            |            |
| Максимальный объём топлива   | 24210 л                                                             |            |            |            |
| Практический потолок         | 12000 м                                                             |            |            |            |
| Двигатели (×2)               | Pratt & Whitney PW6000 CFM56-5                                      |            |            |            |
| Тяга (×2)                    | 96-106 кН                                                           |            |            |            |

Источники: Airbus, Airliners.net

### Двигатели
| Модель   | Год запуска | Двигатели   |
| -------- | ----------- | ----------- |
| A318-111 | 2003        | CFM56-5B8/P |
| A318-112 | 2003        | CFM56-5B9/P |
| A318-121 | 2007        | PW6122A     |
| A318-122 | 2007        | PW6124A     |

## Потери
По данным Aviation Safety Network на 5 января 2022 года было потеряно 8 Airbus A318. При этом никто не погиб.
- 6 декабря 2008 года борт AF2544 объявил чрезвычайную ситуацию и приземлился в Варшаве. Никто не пострадал.
- 19 января 2010 года борт Mexicana MX368 вернулся в аэропорт Канкуна после того, как открылся и оторвался капот вентилятора на двигателе №1. Никто на борту из 50 человек не пострадал.
- 21 сентября 2013 года Рейс 9847 авиакомпании Avianca пошел вправо и выехал с рулежной дорожки. Никто из 83 человек не пострадал.
- 13 октября 2014 года пилот Airbus A318 из-за подозрений того, что в самолёт попала птица, сел в Сальвадоре. Пострадавших нет.
- 10 ноября 2016 года Рейс Avianca Brazil O66235 находился на подходе к ВПП 20L в Аэропорт Рио-де-Жанейро, когда он пострадал от ударов птиц. Несколько стервятников ударили по обтекателю носа.
- 6 ноября 2018 года Air France A318-111,Рейс AF1566, который летел во Флоренцию, Италия, не смог убрать шасси после взлёта.
- 20 декабря 2019 года Рейс Air France AF7512 готовился к посадке, когда он едва не врезался в склон. Благо самолёту удалось его обойти. Никто из 119 человек на борту не пострадал.
- 23 августа 2020 года Tarom Airbus A318-111 получил незначительные повреждения столкнувшись с лестницей в Аэропорту Бухареста.

## Похожие самолёты
- Airbus A319
- Airbus A320
- Airbus A321
- Boeing 737-500
- Boeing 737-600
- Embraer 195
- Bombardier CRJ 700/900/1000
- Bombardier CSeries (A220)
- Sukhoi Superjet 100
- Ан-148
- Mitsubishi Regional Jet